# Camponotus opaciceps
Camponotus opaciceps är en myrart som beskrevs av Julius Roger 1863. Camponotus opaciceps ingår i släktet hästmyror, och familjen myror. Inga underarter finns listade.